# Liste des batailles du Pas-de-Calais
Ce tableau présente la liste des batailles qui se sont déroulées, au fil des siècles, dans le département du Pas-de-Calais, en France.

## Liste
| Nom                           | Lieu                      | Année                | Conflit                         |
| ----------------------------- | ------------------------- | -------------------- | ------------------------------- |
| Bataille d'Arras              | Arras                     | 1914                 | Première Guerre mondiale        |
| Bataille d'Arras              | Arras                     | 1917                 | Première Guerre mondiale        |
| Bataille de l'Artois          | Artois                    | 1915 (mai-juin 1915) | Première Guerre mondiale        |
| Bataille de l'Artois          | Artois                    | 1915 (automne)       | Première Guerre mondiale        |
| Bataille d'Azincourt          | Azincourt                 | 1415                 | Guerre de Cent Ans              |
| Bataille de Bapaume           | Bapaume                   | 1870                 | Guerre franco-allemande de 1870 |
| Siège de Boulogne-sur-Mer     | Boulogne-sur-Mer          | 1940                 | Seconde Guerre mondiale         |
| Bataille de Calais            | Calais                    | 1349-1350            | Guerre de Cent Ans              |
| Siège de Calais (1346-1347)   | Calais                    | 1346-1347            | Guerre de Cent Ans              |
| Siège de Calais (1436)        | Calais                    | 1436                 | Guerre de Cent Ans              |
| Siège de Calais (1558)        | Calais                    | 1558                 | Onzième guerre d'Italie         |
| Siège de Calais               | Calais                    | 1940                 | Seconde Guerre mondiale         |
| Bataille de Festubert         | Festubert                 | 1915                 | Première Guerre mondiale        |
| Bataille de Fromelles         | Fromelles                 | 1916                 | Première Guerre mondiale        |
| Bataille de Givenchy          | Givenchy                  | 1914                 | Première Guerre mondiale        |
| Bataille de Guinegatte        | Guinegatte                | 1513                 | Guerre de la Ligue de Cambrai   |
| Bataille d'Havrincourt        | Havrincourt               | 1918                 | Première Guerre mondiale        |
| Bataille d'Hébuterne          | Hébuterne                 | 1915                 | Première Guerre mondiale        |
| Bataille du bois d'Hendecourt | Hendecourt-lès-Cagnicourt | 1918                 | Première Guerre mondiale        |
| Bataille de Lens              | Lens                      | 1648                 | Guerre de Trente Ans            |
| Combats de Monchy-au-Bois     | Monchy-au-Bois            | 1914                 | Première Guerre mondiale        |
| Bataille de Neuve-Chapelle    | Neuve-Chapelle            | 1915                 | Première Guerre mondiale        |
| Raid du pas de Calais         | Manche                    | 1917                 | Première Guerre mondiale        |
| Bataille de Renty             | Renty                     | 1554                 | Dixième guerre d'Italie         |
| Bataille de Saint-Omer        | Saint-Omer                | 1340                 | Guerre de Cent Ans              |
| Bataille de la crête de Vimy  | Vimy                      | 1917                 | Première Guerre mondiale        |